# IUPAC-nomenklatur
IUPAC-nomenklatur kallas den serie systematiska namngivningsregler för kemiska föreningar som utarbetats av IUPAC i syfte att förenkla arbetet för kemister och naturvetare. Det härledda namnet skall, förutom att vara ett namn på en kemikalie som kan användas i både tal och skrift, även förmedla strukturell och kemisk information om ämnet och däribland ange ingående atomslag och funktionella grupper.
IUPAC utarbetar internationella namngivningsregler på engelska och utifrån dessa regler är det upp till de nationella kemi- och vetenskapsakademierna att utarbeta regler som är anpassade för respektive lands språk. IUPAC-nomenklaturen är utformad så att det är fullt möjligt att ett ämne kan få flera olika namn men det omvända förhållandet att flera olika ämnen får samma namn kan inte inträffa.

## Historia
I kemins barndom var behovet av en enhetlig nomenklatur ej stort, kemikalier som isolerades eller framställdes fick ofta namnet av det som den isolerades ur, till exempel citronsyra eller bärnstenssyra. I vissa fall kunde ämnet få namn efter kemisten, som Glaubersalt och Mohrs salt.
I och med kemins utveckling framställdes fler och fler ämnen och för att bringa ordning i det namnkaos som uppstod insåg kemisterna snart att någon form av enhetlig nomenklatur måste införas. Redan år 1860 tog kemisten Kekulé initiativ till kemistkonferenser där bland annat nomenklatur diskuterades.
År 1892 skapades en kommitté med säte i Genève som hade till uppgift att utarbeta en kemisk nomenklatur och i Paris 1911 presenterades ett första förslag. 1919 skapades IUPAC som sedan dess är den internationella organisation som utfärdar rekommendationer angående kemisk nomenklatur.

## Nomenklatur organisk kemi
Inom den organiska kemin är behovet av en enhetlig nomenklatur som störst. Miljontals organiska föreningar är kända och antalet ämnen stiger för varje dag.
IUPAC-systemet för namngivning av rena kolväten baseras på följande princip:

Prefix - Stam - Suffix
- Prefixen, då de används, anger i regel vilka substituenter ämnet har och var dessa är placerade.
- Stammen baseras på hur många kolatomer som molekylens längsta kedja innehåller.
- Suffixen anger vilken ämnesgrupp ämnet tillhör.

### Alifatiskaföreningar
För att bestämma namnets stam används som utgångspunkt antalet kolatomer som molekylens längsta sammanhängande kedja innehåller.
| met- (1)      | et- (2)       | prop- (3)    | but- (4)       | pent- (5)      |
| hex- (6)      | hept- (7)     | okt- (8)     | non- (9)       | dek- (10)      |
| undek- (11)   | dodek- (12)   | tridek- (13) | tetradek- (14) | pentadek- (15) |
| hexadek- (16) | oktadek- (18) | eikos- (20)  | triakont- (30) | ...            |

Prefixen met-, et-, prop- och but- har av historiska skäl fått representera organiska ämnen med en, två, tre respektive fyra kolatomer. Övriga prefix är härledda från ordningstalen från grekiska.

#### Alkaner

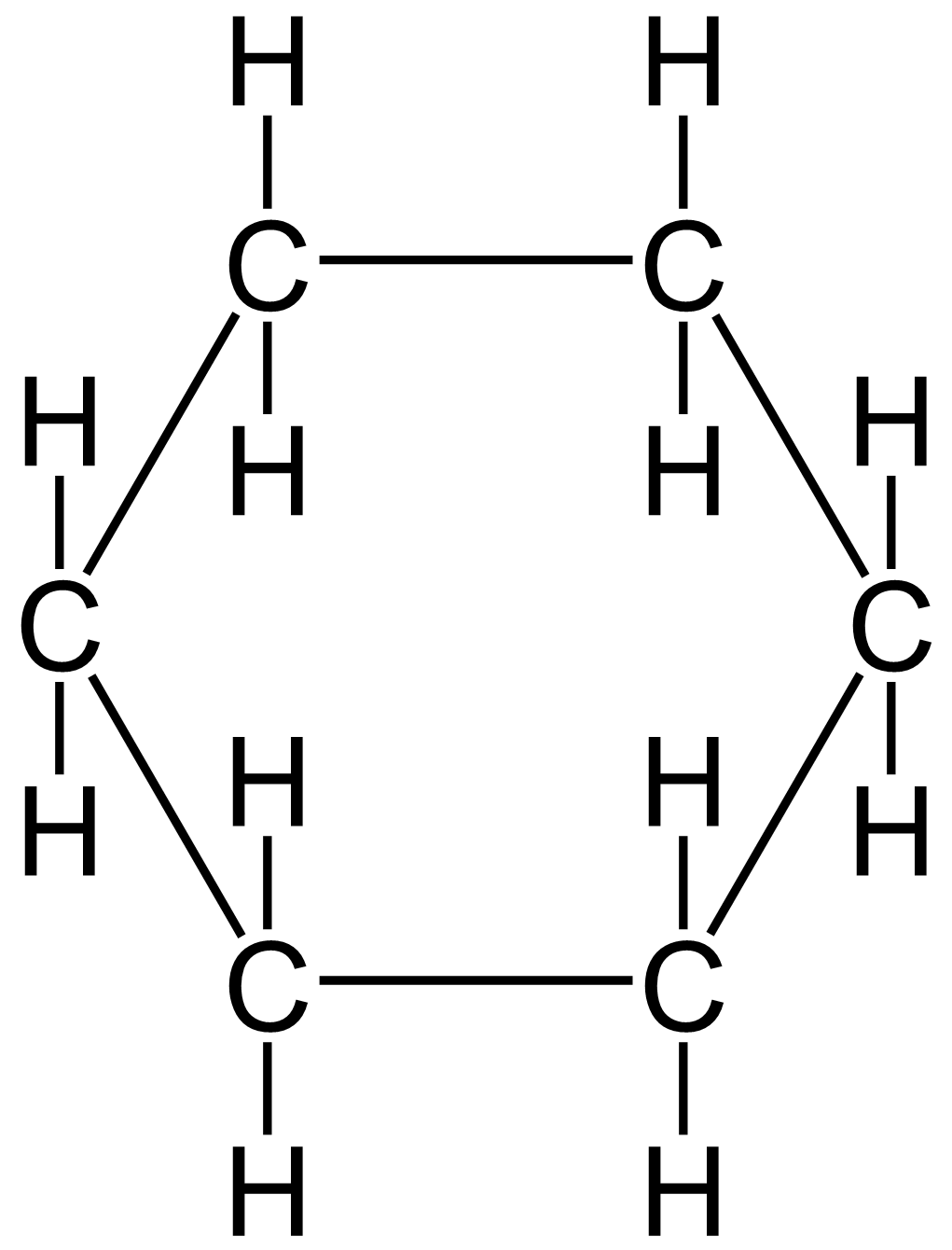
Strukturformel för Cyklohexan.

Alkaner får suffixet -an till stammen. Till exempel får en alkan bestående av 4 kolatomer i en rak kedja stammen but- och eftersom det är en alkan får den suffixet -an. Ämnet får då alltså namnet butan. På samma sätt får en cyklisk alkan bestående av 6 kolatomer namnet cyklohexan.

Strukturformel för butanol.

#### Alkener
Alkener får suffixet -en till stammen. Till exempel buten, cyklopenten.
Alkener som innehåller flera dubbelbindningar får suffixen -adien om det innehåller två dubbelbindningar och suffixet -atrien vid tre dubbelbindningar.

Strukturformel för eten.
Strukturformel för butadien.

#### Alkyner
Alkyner får suffixet -yn till stammen.
Alkyner med flera trippelbindningar får suffixen -adiyn om det innehåller två trippelbindningar och -atriyn om det innehåller tre trippelbindningar.

Strukturformel för etyn.

### Aromatiska föreningar, arylföreningar
En hel del aromatiska trivialnamn har tagits med i IUPAC:s rekommendationer och detta av rent historiska skäl. Aromatiska föreningar tillhörde de föreningar som kemisterna först isolerade och har därför samlat på sig en hel del ickesystematiska namn.

### Radikaler
Radikaler får ändelsen -yl.
Alkylradikaler namnges enligt modellen stam + -yl, t.ex. butyl- och cyklopentyl-.
Alkenyl- och alkynylradikaler namnges enligt modellen stam + suffix + yl, t.ex. butenyl- och butynyl-.

### Substituenter
Kolväten med substituenter namnges genom att sätta prefixet n-radikalnamn-, där n är en siffra, till stammen, t.ex. om ett ämne har en metylgrupp på andra kolatomen får man prefixet 2-metyl- som exempelvis i 2-metylbutan.

### Ämnesgrupper
Vid namngivning av ämnen andra än rena kolväten utgår man från ett grundkolväte som namngetts enligt reglerna ovan. Hela kolvätenamnet blir då stam i de kommande namngivningsreglerna. Ämnesgrupper anges vanligtvis i form av ett suffix till motsvarande kolvätets namn. Om molekylen i fråga innehåller flera olika funktionella grupper anges de övriga grupperna med prefix.
| Ämnesgrupp          | Suffix           | Prefix         | Exempel                  |
| Karboxylsyror       | -syra            | karboxi-       | metansyra                |
| [(Sulfonsyror)]     | -sulfonsyra      | sulfo-         | [(metansulfonsyra)]      |
| Estrar              | -oat             | -              | etylmetanoat             |
| [(Syrahalogenider)] | -oylhalogenid    | halogenformyl- | [(metanoylklorid)]       |
| Aldehyder           | -al              | oxo-           | metanal                  |
| Ketoner             | -on              | oxo-           | propanon                 |
| Alkoholer Fenoler   | -ol -diol -triol | hydroxi-       | etanol fenol             |
| Tioler              | -tiol            | merkapto-      | etantiol (etylmerkaptan) |
| Aminer              | (radikal)-amin   | amino-         | metylamin                |

Många trivialnamn på karboxylsyror har accepterats av IUPAC av historiska skäl, däribland aminosyrorna.
Cykliska alkaner får förleden cyklo- till stammen.

## Oorganisk nomenklatur
Regler och rekommendationer utarbetas av IUPAC.

### Stökiometriskt förhållande
För att ange stökiometriskt förhållande (antalet atomer eller atomgrupper av varje sort) i oorganiska föreningar förordar IUPAC två metoder:
- Med prefix
- Med oxidationstal

#### Angivande av prefix
Stökiometriskt förhållande anges genom att sätta prefix framför de ingående atomslagen: 
| Antal | Prefix  |
| ----- | ------- |
| 1     | mono-   |
| 2     | di-     |
| 3     | tri-    |
| 4     | tetra-  |
| 5     | penta-  |
| 6     | hexa-   |
| 7     | hepta-  |
| 8     | okta-   |
| 9     | nona-   |
| 10    | deka-   |
| 11    | undeka- |
| 12    | dodeka- |

Exempel: dikväveoxid (N2O), kvävedioxid (NO2), svaveltrioxid (SO3).
Vanligtvis kan prefixet mono- utelämnas. Men det kan tas med när risk för förväxling föreligger. Som exempel är det mycket vanligt att man skriver kolmonoxid istället för koloxid för att verkligen understryka att det rör dig om den giftiga oxiden och inte den relativt harmlösa gasen koldioxid.

#### Angivande av oxidationstal
En annan metod för att ange stökiometriskt förhållande är att ange oxidationstalet för atomslaget i föreningen med romerska siffror inom parentes i namnet, till exempel koppar(I)klorid CuCl, koppar(II)klorid CuCl2 (uttalas ’’koppar-ett-klorid’’ respektive ’’koppar-två-klorid’’). Detta är särskilt viktigt för atomslag som har många oxidationstal. Kväve(I)oxid N2O, kväve(IV)oxid NO2, svavel(VI)oxid SO3.

### Oorganiska syror
IUPAC förordar att trivialnamnen används för de vanligaste syrorna och att de systematiska namnen används för övriga syror.

### Joner

#### Katjoner
Katjoner, positivt laddade joner, får namnet efter atomslagets svenska namn följt av -jon, t.ex. natriumjon. Då det är relevant, t.ex. då atomslaget kan förekomma i flera med flera olika oxidationstal, anges även atomslagets oxidationstal, t.ex. Cu+ koppar(I)jon och Cu2+ koppar(II)jon.

#### Anjoner

##### Monoatomära anjoner
Monoatomära anjoner baseras på atomslagets latinska namn (ofta med försvenskad stavning) med ändelsen -idjon.
| H- hydridjon  | (jämför vätejon H+) |
| N3- nitridjon | O2- oxidjon         |
| C4- karbidjon | S2- sulfidjon       |

##### Polyatomära anjoner
Polyatomära joner har ändelsen -at, t.ex. sulfat, klorat, karbonat, nitrat, fosfat. 
Vissa polyatomära joner har av historiska skäl ändelsen -id:
| OH- | hydroxidjon | CN- | cyanidjon |

Polyatomära joner vars centralatom har ett lägre oxidationstal än motsvarande -atjoner får i stället ändelsen -it. Detta system rekommenderas inte av IUPAC men accepteras ändå av samma organisation för ämnen som är att betrakta som vanliga, t.ex. sulfitjon (SO32-) och nitritjon (NO2-).

##### Anjoner av karboxylsyror
Namnen bildas av syrornas latinska namn med suffixet -at.

Citronsyra, citrat (acidum citricum)

Mjölksyra, laktat (acidum lacticum)

Vinsyra, tartrat (acidum tartaricum)

Ättiksyra, acetat (acidum aceticum)